# Rubus barrandienicus
Rubus barrandienicus är en rosväxtart som beskrevs av J. Holub och Palek. Rubus barrandienicus ingår i släktet rubusar, och familjen rosväxter. Inga underarter finns listade i Catalogue of Life.